# Distretto di Orhontuul
Il distretto di Orhontuul è uno dei sedici distretti (sum) in cui è suddivisa la provincia del Sėlėngė, in Mongolia. Conta una popolazione di 2.952 abitanti (censimento 2008). 